# أنتوني شو
أنتوني شو (بالإنجليزية: Anthony Shaw)‏ هو طبيب عسكري أمريكي وبريطاني، ولد في 13 يوليو 1930 في لوس أنجلوس في الولايات المتحدة، وتوفي في 27 يوليو 2015.